# Alaus nobilis
Alaus nobilis là một loài bọ cánh cứng trong họ Elateridae. Loài này được Salle miêu tả khoa học năm 1855.